# Túnel de Beceite
El túnel de Beceite se sitúa a 1,3 km al norte de dicha localidad (Comarca del Matarraña, Teruel, España) y sirve para salvar un paredón calcáreo que desciende abruptamente hasta el cauce del río Matarraña. Este túnel es la única carretera que conduce a la pequeña y turística localidad de Beceite.
Aunque los orígenes del túnel no están claros es muy probable que ya existiese un pequeño túnel en la Edad Media puesto que no existe otra ruta de acceso a la zona de Beceite, este túnel debió ser ampliado en el siglo XIX para dar salida a la intensa producción industrial papelera de Beceite y ya en el siglo XX el túnel se volvió a ampliar para dar cabida a los vehículos de motor.
Durante la tormenta de septiembre de 2023 el túnel quedó bloqueado por desprendimientos, dejando temporalmnete incomunicada la localidad.

## Características
Se trata de un pequeño túnel carretero monotubo de 12 metros y excavado en roca viva.